# Gran Premio motociclistico delle Americhe 2013
Il Gran Premio motociclistico delle Americhe 2013 si è svolto il 21 aprile sul circuito delle Americhe ed è stato la seconda prova del motomondiale 2013.
È stata la prima edizione di questo gran premio che va a costituire la terza prova ad essere disputata in territorio statunitense.
In MotoGP la gara è stata vinta da Marc Márquez, in Moto2 da Nicolás Terol e in Moto3 da Álex Rins.

## MotoGP
In questo Gran Premio corrono due wildcard: Blake Young su APR e Mike Barnes su BCL.
La pole position viene conquistata da Marquez che però in gara non riesce a partire bene, quindi la testa della corsa viene presa da Dani Pedrosa, proprio davanti al compagno Marquez ed a Jorge Lorenzo. Dopo alcuni giri Marquez sorpassa Pedrosa ed ottiene la vittoria, diventando il pilota più giovane a conquistare la vittoria nella classe regina del motomondiale.

### Arrivati al traguardo
| Pos. | Nº | Pilota           | Squadra                   | Motocicletta       | Giri | Tempo     | Griglia | Punti |
| ---- | -- | ---------------- | ------------------------- | ------------------ | ---- | --------- | ------- | ----- |
| 1º   | 93 | Marc Márquez     | Repsol Honda              | Honda RC213V       | 21   | 43'42.123 | 1º      | 25    |
| 2º   | 26 | Dani Pedrosa     | Repsol Honda              | Honda RC213V       | 21   | +1.534    | 2º      | 20    |
| 3º   | 99 | Jorge Lorenzo    | Yamaha Factory Racing     | Yamaha YZR-M1      | 21   | +3.381    | 3º      | 16    |
| 4º   | 35 | Cal Crutchlow    | Monster Yamaha Tech 3     | Yamaha YZR-M1      | 21   | +6.616    | 4º      | 13    |
| 5º   | 6  | Stefan Bradl     | LCR Honda                 | Honda RC213V       | 21   | +12.674   | 5º      | 11    |
| 6º   | 46 | Valentino Rossi  | Yamaha Factory Racing     | Yamaha YZR-M1      | 21   | +16.615   | 8º      | 10    |
| 7º   | 4  | Andrea Dovizioso | Ducati Team               | Ducati Desmosedici | 21   | +22.374   | 6º      | 9     |
| 8º   | 19 | Álvaro Bautista  | GO&FUN Honda Gresini      | Honda RC213V       | 21   | +22.854   | 7º      | 8     |
| 9º   | 69 | Nicky Hayden     | Ducati Team               | Ducati Desmosedici | 21   | +33.773   | 10º     | 7     |
| 10º  | 29 | Andrea Iannone   | Energy T.I. Pramac Racing | Ducati Desmosedici | 21   | +42.112   | 13º     | 6     |
| 11º  | 41 | Aleix Espargaró  | Power Electronics Aspar   | ART GP13           | 21   | +48.837   | 9º      | 5     |
| 12º  | 38 | Bradley Smith    | Monster Yamaha Tech 3     | Yamaha YZR-M1      | 21   | +50.705   | 11º     | 4     |
| 13º  | 11 | Ben Spies        | Ignite Pramac Racing      | Ducati Desmosedici | 21   | +1:14.132 | 12º     | 3     |
| 14º  | 14 | Randy de Puniet  | Power Electronics Aspar   | ART GP13           | 21   | +1:15.651 | 14º     | 2     |
| 15º  | 68 | Yonny Hernández  | Paul Bird Motorsport      | ART GP13           | 21   | +1:19.591 | 16º     | 1     |
| 16º  | 70 | Michael Laverty  | Paul Bird Motorsport      | PBM 01             | 21   | +1:34.391 | 17º     |       |
| 17º  | 7  | Hiroshi Aoyama   | Avintia Blusens           | FTR MGP13          | 21   | +1:39.823 | 21º     |       |
| 18º  | 8  | Héctor Barberá   | Avintia Blusens           | FTR MGP13          | 21   | +1:39.952 | 15º     |       |
| 19º  | 71 | Claudio Corti    | NGM Mobile Forward Racing | FTR MGP13 Kawasaki | 21   | +1:46.773 | 19º     |       |
| 20º  | 67 | Bryan Staring    | GO&FUN Honda Gresini      | FTR MGP13 Honda    | 21   | +1:48.084 | 22º     |       |
| 21º  | 79 | Blake Young      | Attack Performance Racing | APR                | 20   | +1 giro   | 24º     |       |

### Ritirati
| Nº | Pilota          | Squadra                   | Motocicletta       | Giri | Griglia |
| -- | --------------- | ------------------------- | ------------------ | ---- | ------- |
| 9  | Danilo Petrucci | Came IodaRacing Project   | Ioda-Suter MMX1    | 13   | 20º     |
| 52 | Lukáš Pešek     | Came IodaRacing Project   | Ioda-Suter MMX1    | 13   | 23º     |
| 5  | Colin Edwards   | NGM Mobile Forward Racing | FTR MGP13 Kawasaki | 11   | 18º     |

### Non partito
| Nº | Pilota        | Squadra               | Motocicletta |
| -- | ------------- | --------------------- | ------------ |
| 17 | Karel Abraham | Cardion AB Motoracing | ART GP13     |

### Non qualificato
| Nº | Pilota      | Squadra | Motocicletta |
| -- | ----------- | ------- | ------------ |
| 44 | Mike Barnes | GP Tech | BCL          |

## Moto2
Prima vittoria in carriera nella classe Moto2 per Nicolás Terol in sella alla Suter MMX2 del team Aspar, che ha ottenuto in occasione di questa gara la sua quattordicesima affermazione in carriera nel motomondiale, tornando alla vittoria a distanza di quasi un anno e mezzo dall'ultima ottenuta al GP d'Aragona 2011 nella classe 125. Più aperta la contesa per l'assegnazione delle posizioni sul podio, con Esteve Rabat secondo per soli cinque centesimi sul terzo Mika Kallio.
Quinto sul traguardo Scott Redding, che sfrutta la caduta di Pol Espargaró per portarsi al comando della classifica di campionato con 31 punti.
Anthony West nel Gran Premio di Francia 2012 era risultato positivo a controlli antidoping, per tale motivo il 31 ottobre 2012 dopo il GP d'Australia è stata presa la decisione di annullare il risultato ottenuto in Francia e di squalificarlo per un mese, cosa che non gli ha permesso di partecipare all'ultima tappa del campionato 2012, a Valencia. In seguito, il 28 novembre 2013, vengono annullati tutti i suoi risultati ottenuti nei 17 mesi successivi al GP di Francia della stagione precedente, fra cui quello di questa gara.

### Arrivati al traguardo
| Pos. | Nº | Pilota              | Squadra                   | Motocicletta       | Giri | Tempo     | Griglia | Punti |
| ---- | -- | ------------------- | ------------------------- | ------------------ | ---- | --------- | ------- | ----- |
| 1º   | 18 | Nicolás Terol       | Mapfre Aspar              | Suter MMX2         | 19   | 42'02.689 | 3º      | 25    |
| 2º   | 80 | Esteve Rabat        | Tuenti HP 40              | Kalex Moto2        | 19   | +3.125    | 4º      | 20    |
| 3º   | 36 | Mika Kallio         | Marc VDS Racing           | Kalex Moto2        | 19   | +3.175    | 9º      | 16    |
| 4º   | 77 | Dominique Aegerter  | Technomag carXpert        | Suter MMX2         | 19   | +4.873    | 5º      | 13    |
| 5º   | 45 | Scott Redding       | Marc VDS Racing           | Kalex Moto2        | 19   | +5.597    | 1º      | 11    |
| 6º   | 5  | Johann Zarco        | Came Iodaracing Project   | Suter MMX2         | 19   | +9.295    | 17º     | 10    |
| 7º   | 54 | Mattia Pasini       | NGM Mobile Racing         | Speed Up SF13      | 19   | +14.472   | 24º     | 9     |
| 8º   | 15 | Alex De Angelis     | NGM Mobile Forward Racing | Speed Up SF13      | 19   | +16.051   | 25º     | 8     |
| 9º   | 24 | Toni Elías          | Blusens Avintia           | Kalex Moto2        | 19   | +19.696   | 16º     | 7     |
| 10º  | 63 | Mike Di Meglio      | JiR Moto2                 | TSR 6              | 19   | +20.107   | 18º     | 6     |
| 11º  | 23 | Marcel Schrötter    | Desguaces La Torre SAG    | Kalex Moto2        | 19   | +23.287   | 14º     | 5     |
| 12º  | 19 | Xavier Siméon       | Desguaces La Torre Maptaq | Kalex Moto2        | 19   | +23.547   | 8º      | 4     |
| 13º  | 81 | Jordi Torres        | Mapfre Aspar              | Suter MMX2         | 19   | +23.815   | 12º     | 3     |
| 14º  | 88 | Ricard Cardús       | NGM Mobile Forward Racing | Speed Up SF13      | 19   | +33.488   | 22º     | 2     |
| 15º  | 3  | Simone Corsi        | NGM Mobile Racing         | Speed Up SF13      | 19   | +35.424   | 6º      | 1     |
| 16º  | 49 | Axel Pons           | Tuenti HP 40              | Kalex Moto2        | 19   | +35.532   | 21º     |       |
| 17º  | 52 | Danny Kent          | Tech 3                    | Tech 3 Mistral 610 | 19   | +42.451   | 13º     |       |
| 18º  | 72 | Yūki Takahashi      | Idemitsu Honda Team Asia  | Moriwaki MD600     | 19   | +44.314   | 26º     |       |
| 19º  | 60 | Julián Simón        | Italtrans Racing          | Kalex Moto2        | 19   | +44.688   | 10º     |       |
| 20º  | 9  | Kyle Smith          | Blusens Avintia           | Kalex Moto2        | 19   | +58.964   | 19º     |       |
| 21º  | 14 | Ratthapark Wilairot | Thai Honda PTT Gresini    | Suter MMX2         | 19   | +59.940   | 23º     |       |
| 22º  | 44 | Steven Odendaal     | Argiñano & Gines Racing   | Speed Up SF13      | 19   | +1:00.107 | 30º     |       |
| 23º  | 96 | Louis Rossi         | Tech 3                    | Tech 3 Mistral 610 | 19   | +1:00.702 | 27º     |       |
| 24º  | 7  | Doni Tata Pradita   | Federal Oil Gresini       | Suter MMX2         | 19   | +1:08.996 | 29º     |       |
| 25º  | 11 | Sandro Cortese      | Dynavolt Intact GP        | Kalex Moto2        | 19   | +1:24.281 | 20º     |       |

### Ritirati
| Nº | Pilota              | Squadra                 | Motocicletta  | Giri | Griglia |
| -- | ------------------- | ----------------------- | ------------- | ---- | ------- |
| 4  | Randy Krummenacher  | Technomag carXpert      | Suter MMX2    | 9    | 15º     |
| 97 | Rafid Topan Sucipto | QMMF Racing             | Speed Up SF13 | 7    | 31º     |
| 30 | Takaaki Nakagami    | Italtrans Racing        | Kalex Moto2   | 6    | 2º      |
| 17 | Alberto Moncayo     | Argiñano & Gines Racing | Speed Up SF13 | 6    | 28º     |
| 40 | Pol Espargaró       | Tuenti HP 40            | Kalex Moto2   | 3    | 7º      |

### Squalificato
| Nº | Pilota       | Squadra     | Motocicletta  | Giri | Tempo  | Griglia |
| -- | ------------ | ----------- | ------------- | ---- | ------ | ------- |
| 95 | Anthony West | QMMF Racing | Speed Up SF13 | 19   | +9.440 | 11º     |

### Non partito
| Nº | Pilota       | Squadra             | Motocicletta | Griglia |
| -- | ------------ | ------------------- | ------------ | ------- |
| 12 | Thomas Lüthi | Interwetten Paddock | Suter MMX2   | 32º     |

## Moto3
La gara è stata interrotta dopo dieci giri a causa di un incidente al pilota olandese Jasper Iwema. Ripartita per i restanti cinque giri, con questa seconda parte che ha determinato il risultato finale, la prima parte è servita solo a determinare la griglia di partenza.
In questa gara di sole cinque tornate Álex Rins si è aggiudicato la prima personale affermazione in carriera nel motomondiale, riuscendo a  sopravanzare i connazionali Maverick Viñales e Luis Salom, tutti e tre con delle KTM RC 250 GP (anche se portate in pista da squadre differenti).
Con questa vittoria Rins raggiunge in prima posizione nella classifica di campionato Luis Salom, entrambi a quota 41 punti, con Viñales staccato di solo un punto dal duo di vertice.

### Arrivati al traguardo
| Pos. | Nº | Pilota              | Squadra                  | Motocicletta   | Giri | Tempo     | Griglia | Punti |
| ---- | -- | ------------------- | ------------------------ | -------------- | ---- | --------- | ------- | ----- |
| 1º   | 42 | Álex Rins           | Estrella Galicia 0,0     | KTM RC 250 GP  | 5    | 11'26.535 | 1º      | 25    |
| 2º   | 25 | Maverick Viñales    | Team Calvo               | KTM RC 250 GP  | 5    | +0.244    | 3º      | 20    |
| 3º   | 39 | Luis Salom          | Red Bull KTM Ajo         | KTM RC 250 GP  | 5    | +0.547    | 2º      | 16    |
| 4º   | 94 | Jonas Folger        | Mapfre Aspar             | Kalex KTM      | 5    | +1.230    | 5º      | 13    |
| 5º   | 44 | Miguel Oliveira     | Mahindra Racing          | Mahindra MGP3O | 5    | +8.276    | 18º     | 11    |
| 6º   | 8  | Jack Miller         | Caretta Technology - RTG | FTR M313       | 5    | +8.603    | 4º      | 10    |
| 7º   | 63 | Zulfahmi Khairuddin | Red Bull KTM Ajo         | KTM RC 250 GP  | 5    | +10.147   | 12º     | 9     |
| 8º   | 10 | Alexis Masbou       | Ongetta-Rivacold         | FTR M313       | 5    | +12.037   | 9º      | 8     |
| 9º   | 41 | Brad Binder         | Ambrogio Racing          | Suter MMX3     | 5    | +12.263   | 14º     | 7     |
| 10º  | 84 | Jakub Kornfeil      | Redox RW Racing GP       | Kalex KTM      | 5    | +12.737   | 13º     | 6     |
| 11º  | 99 | Danny Webb          | Ambrogio Racing          | Suter MMX3     | 5    | +13.221   | 8º      | 5     |
| 12º  | 61 | Arthur Sissis       | Red Bull KTM Ajo         | KTM RC 250 GP  | 5    | +14.030   | 10º     | 4     |
| 13º  | 32 | Isaac Viñales       | Ongetta-Centro Seta      | FTR M313       | 5    | +15.822   | 11º     | 3     |
| 14º  | 7  | Efrén Vázquez       | Mahindra Racing          | Mahindra MGP3O | 5    | +16.593   | 15º     | 2     |
| 15º  | 31 | Niklas Ajo          | Avant Tecno              | KTM RC 250 GP  | 5    | +21.094   | 7º      | 1     |
| 16º  | 58 | Juanfran Guevara    | CIP Moto3                | TSR3C          | 5    | +21.205   | 27º     |       |
| 17º  | 65 | Philipp Öttl        | Paddock TT Motion Events | Kalex KTM      | 5    | +21.351   | 25º     |       |
| 18º  | 19 | Alessandro Tonucci  | La Fonte Tascaracing     | Honda          | 5    | +21.599   | 16º     |       |
| 19º  | 3  | Matteo Ferrari      | Ongetta-Centro Seta      | FTR M313       | 5    | +21.772   | 30º     |       |
| 20ª  | 22 | Ana Carrasco        | Team Calvo               | KTM RC 250 GP  | 5    | +22.003   | 26ª     |       |
| 21º  | 17 | John McPhee         | Caretta Technology - RTG | FTR M313       | 5    | +23.267   | 28º     |       |
| 22º  | 4  | Francesco Bagnaia   | San Carlo Team Italia    | FTR M313       | 5    | +30.965   | 31º     |       |
| 23º  | 57 | Eric Granado        | Mapfre Aspar             | Kalex KTM      | 5    | +31.591   | 20º     |       |

### Ritirati
| Nº | Pilota              | Squadra              | Motocicletta  | Giri | Griglia |
| -- | ------------------- | -------------------- | ------------- | ---- | ------- |
| 77 | Lorenzo Baldassarri | GO&FUN Gresini       | FTR M313      | 2    | 29º     |
| 12 | Álex Márquez        | Estrella Galicia 0,0 | KTM RC 250 GP | 2    | 6º      |
| 9  | Toni Finsterbusch   | Kiefer Racing        | Kalex KTM     | 0    | 22º     |

### Non ripartiti
| Nº | Pilota        | Squadra               | Motocicletta | Griglia |
| -- | ------------- | --------------------- | ------------ | ------- |
| 5  | Romano Fenati | San Carlo Team Italia | FTR M313     | 17º     |
| 53 | Jasper Iwema  | RW Racing GP          | Kalex KTM    | 19º     |

### Ritirati nella prima parte
| Nº | Pilota            | Squadra        | Motocicletta | Giri | Griglia |
| -- | ----------------- | -------------- | ------------ | ---- | ------- |
| 89 | Alan Techer       | CIP Moto3      | TSR3C        | 9    | 24º     |
| 23 | Niccolò Antonelli | GO&FUN Gresini | FTR M313     | 4    | 23º     |
| 66 | Florian Alt       | Kiefer Racing  | Kalex KTM    | 2    | 21º     |

### Non partito
| Nº | Pilota         | Squadra              | Motocicletta | Griglia |
| -- | -------------- | -------------------- | ------------ | ------- |
| 29 | Hyuga Watanabe | La Fonte Tascaracing | Honda        | 32º     |